# Зимни, Симон
Симон Зимни (фр. Simon Zimny; 18 мая 1927, Дивьон — 3 апреля 2007, Эперне) — французский футболист, защитник.

## Биография

### Клубная карьера
Поляк по происхождению, Зимни родился в 1927 году во французском городе Дивьон. Игровую карьеру начинал в клубах низших лиг Франции «Уаньи» и «Нё-ле-Мин». По ходу сезона 1949/50 перешёл в клуб высшей лиги «Реймс», где в оставшейся части сезона провёл лишь два матча. Начиная с сезона 1952/53 он был основным игроком команды и в том же сезоне впервые стал чемпионом Франции, а в дальнейшем ещё дважды выигрывал национальный чемпионат. В сезоне 1955/56 вместе с командой Зимни стал участником первого розыгрыша Кубка европейских чемпионов, где дошёл до финала, в котором «Реймс» уступил испанскому клубу «Реал Мадрид» со счётом 3:4.
После ухода из «Реймса» в 1958 году, отыграл один сезон в Лиге 2 за «Стад Франсе». В сезоне 1960/61 Зимни указывается в качестве главного тренера клуба одной из низших французских лиг «Виши».

### Карьера в сборной
9 октября 1955 года Зимни провёл свой единственный матч в составе сборной Франции, целиком отыграв товарищеский матч против Швейцарии (2:1). 

## Достижения
«Реймс»
- Чемпион Франции (3): 1952/53, 1954/55, 1957/58
- Обладатель Кубка Франции: 1957/58
- Обладатель Суперкубка Франции:  1955
- Финалист Кубка европейских чемпионов: 1955/56
- Обладатель Латинского кубка: 1953